# Дунгарт ап Кулмин
Дунгарт ап Кулмин (корн. Dungarth ap Culmin; 640—700) — король Думнонии (661—700).

## Биография
Большинство сведений о Дунгарте имеют полулегендарный характер. Согласно им, он был сыном короля Думнонии Кулмина ап Петрока. После гибели отца в битве с уэссексцами, Дунгарт в 661 году сам взошёл на престол Думнонии.
В 682 году думнонийцы потерпели очередное поражение от Уэссекса, в результате которого граница отодвинулась, предположительно, до Бидефорда и была утеряна столица королевства, город Каэр-Уиск.
Королевство было на грани уничтожения и только помощь союзников-бриттов, в частности флота из королевства Арморика в 685 году и помогло вернуть утраченное, и сокрушить армию Уэссекса Кентвина. В той битве погибли король Морганнуга и его друг, наследник Калхвинита, Беруин ап Морган.
Дунгарт ап Кулмин скончался в 700 году и ему наследовал его сын Геррен.